# آشپزی برمودایی
آشپزی برمودایی آشپزی بریتانیایی و پرتغالی را با انواع غذاهای دریایی محلی، به ویژه واهو و ماهی راک ترکیب می‌کنند. غذاهای سنتی شامل ماهی کاد و سیب‌زمینی است که با افزودنی تخم‌مرغ آب‌پز و کره یا سس روغن زیتون همراه با موز یا به سبک پرتغالی با سس گوجه فرنگی و پیاز، نخود فرنگی و برنج سرو می‌شود. هاپین جان، کسرول پاپایا و چاودر ماهی نیز از غذاهای برمودایی هستند. از آنجایی که بیشتر مواد مورد استفاده در آشپزی برمودایی وارداتی است، غذاهای محلی با ترکیبی جهانی با ماهی به عنوان ماده اصلی در هر غذایی که در هر زمان خورده می‌شود، ارائه می‌گردد.

## غذاهای اصلی

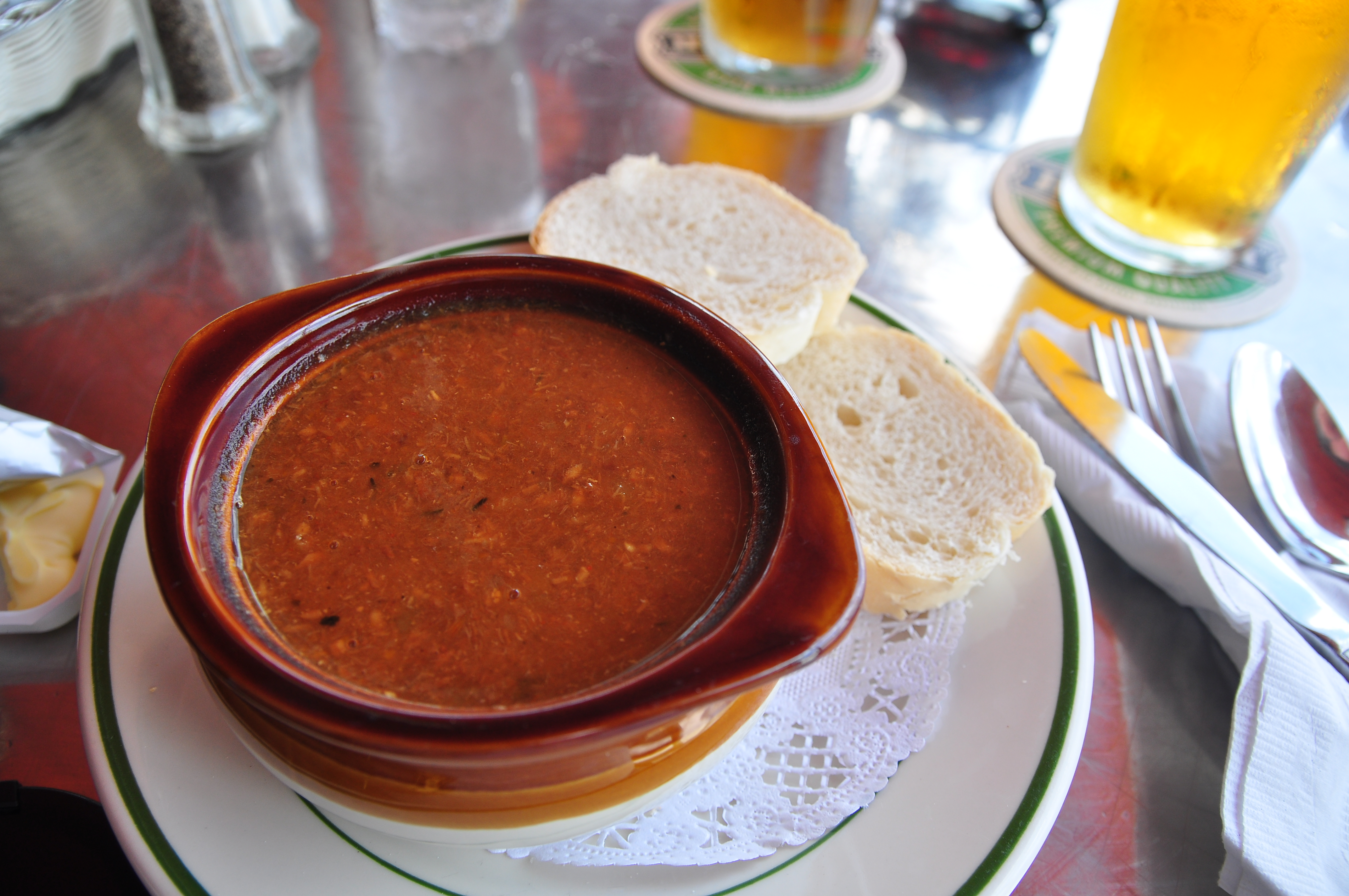
چاودر ماهی برمودا

غذاهای متعددی در برمودا سرو می‌شود که منحصر به این جزیره هستند که طعم فرهنگ سنتی برمودایی را ارائه می‌دهند. ماهی یکی از مواد اصلی در آشپزی برمودایی است. ماهی‌های محلی شامل ماهی گالیت / دلفین ماهی، سرخوماهیان، شاه‌میگوی تیغی (در ماه‌های سپتامبر تا مارس)، ماهی تن و واهو است.این ماهیان در غذاهایی مانند ماهی و چیپس، ماهی سرخ شده و ماهی کاد شور و سیب‌زمینی آب‌پز، که یک غذای سنتی در برمودا است (معمولاً یکشنبه‌ها با سس گوجه‌فرنگی و روغن زیتون سرو می‌گردد) استفاده می‌شود.
ماهی چاودر برمودا یک غذای ملی محسوب می‌شود که نه تنها در رستوران‌ها و هتل‌ها بلکه در خانه‌ها نیز غذای اصلی است. مواد اصلی شامل استاک ماهی، ماهی، سبزیجات و چربی بیکن است. این غذا با ادویه‌ها و در کنار رام سیاه و فلفل شری سرو می‌شود. آب گوشت گاو یک عنصر ضروری در چاودر ماهی برمودایی است. . فلفل شری از فلفل پرنده رسیده و بسیار تند تهیه می‌شود و از شری برای طعم‌دهی این غذا استفاده می‌شود و طعم آن با گیاهان و ادویه جات تکمیل می‌گردد. رام سیاه، از سیاه شدن ملاس در بشکه مخصوص که برای رساندن رام استفاده می‌شود، به دست می‌آید.

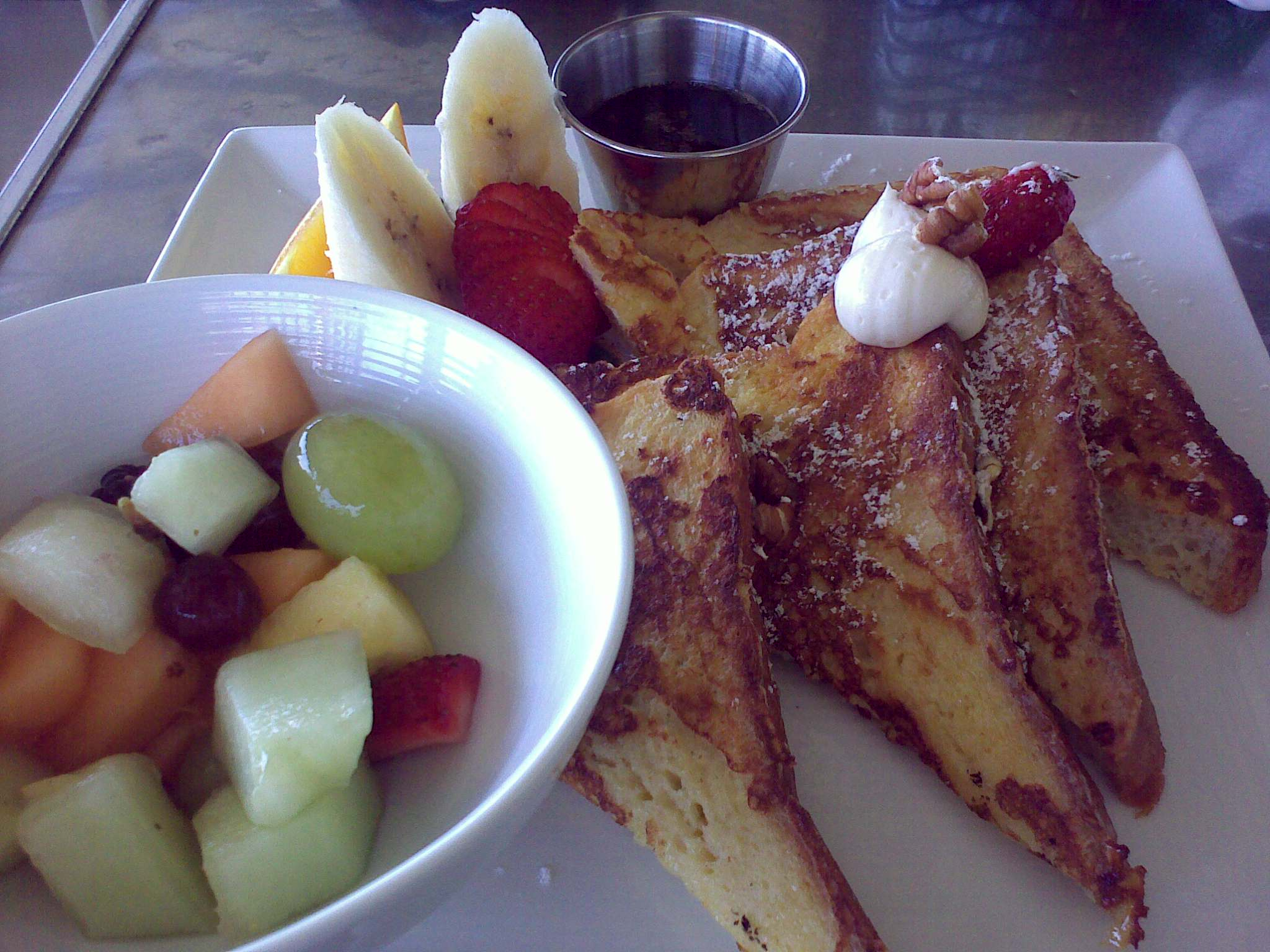
برانچ

غذای ویژه برخی از رستوران‌ها در تعطیلات آخر هفته، برانچ ماهی کاد است. این یک وعده بزرگ از ماهی کاد کامل آب‌پز و بخارپز شده با نمک، با سیب‌زمینی آب‌پز، پیاز و موز خلال شده است. تاپینگ این غذا یک تخم مرغ آب‌پز سفت یا سس گوجه فرنگی و گاهی برش‌های آووکادو است.
پیش غذاهای سرو شده، هش کوسه و کیک ماهی کاد است. هش کوسه در اصل گوشت چرخ کرده کوسه است که با ادویه جات تفت داده می‌شود و روی نان تست سرو می‌گردد. کیک ماهی کاد از پوره ماهی نمکی (له شده) و با سیب‌زمینی پخته‌شده و آویشن تازه و جعفری تهیه می‌شود. سپس آن را به صورت گرد درآورده و در تابه سرخ می‌کنند. همچنین با تاپینگ میوه خوشمزه سالسا و در کنار سالاد مسکلون که در یک نان سفید با سس مایونز ساندویچ شده، سرو می‌شود.

## میوه‌ها و سبزیجات
تقریباً هر نوع سبزی را می‌توان در برمودا کشت کرد. پرورش دهندگان اقلامی چون کلم، کرفس، خیار، لوبیا فرانسوی، نخود سبز، هویج، ازگیل، تربچه و شلغم را برای سفره‌های محلی تهیه می‌کنند. کتان، فلفل دلمه‌ای و فلفل نیز به صورت محلی رشد کرده و در غذاهای محلی گنجانده می‌شوند. پیازهای انگلیسی در حدود سال ۱۶۱۶ وارد برمودا شدند و به پیاز برمودا معروف گشتند. برمودیان از میوه‌های محلی فراوان در سالاد میوه استفاده می‌کنند که شامل توت‌فرنگی، لوکوت، گریپ‌فروت، هندوانه، پاپایا، کاساوا و گیلاس سورینامی است.
برای گیاهخواران، انتخاب بسیار محدود به غذاهایی است که با هویج برمودایی تازه، پیاز، سیب‌زمینی و لوبیا سبز اما بدون گوشت تهیه می‌شوند.

## نان و دسر
نان ذرت که منشأ آن مکزیک است و نان شیرین عید پاک که منشأ آن هند غربی بریتانیا است در منوها گنجانده شده است. موز در غذاهای محلی همه‌کاره بوده و ممکن است برای درست کردن موز و دسرهای تهیه شده از توت‌فرنگی و گیلاس، لقمه سوخاری سرخ شده یا شعله‌ور در رام استفاده شود. دسر موزی نیز در رام و شکر قهوه‌ای پخته می‌شود. کیک ژله ای یا اسفنجی که با هلو یا توت‌فرنگی، موز، کاستارد، آجیل خرد شده و خامه زده شده سرو می‌گردد و در شری هم غوطه‌ور می‌شود نیز یک دسر رایج است. یکی دیگر از دسرهای قابل توجه برمودایی، کیک موس شکلاتی رستوران Fresco است که با بادام بو داده، تافی، بستنی گل ختمی و خامه پسته سرو می‌گردد.